# Cold War (Doctor Who)
"Cold War" (intitulado "Guerra Fria" no Brasil) é o oitavo episódio da sétima temporada da série de ficção científica britânica Doctor Who, transmitido originalmente através da BBC One em 13 de abril de 2013. Foi escrito por Mark Gatiss e dirigido por Douglas Mackinnon.
No episódio, o alienígena viajante do tempo conhecido como o Doutor (Matt Smith) e sua acompanhante Clara Oswald (Jenna-Louise Coleman) pousam em um submarino soviético em 1983, durante a Guerra Fria, onde o Guerreiro de Gelo, Grande Marechal Skaldak, se liberta e planeja vingança contra a humanidade.
"Cold War" reintroduz os Guerreiros de Gelo na série moderna, que foram vistos pela última vez no serial do Terceiro Doutor The Monster of Peladon em 1974. Trazer os monstros de volta foi ideia de Gatiss e ele convenceu o produtor executivo Steven Moffat ao inventar coisas novas para fazer com eles. A aparência das criaturas foi melhorado, mas não significativamente modificado, pois a equipe de produção acreditava que eles não eram muito conhecidos. O episódio foi filmado em junho de 2012 em um cenário de submarino, pois a história é uma "base sob cerco" fechada. "Cold War" foi assistido por 7,37 milhões de espectadores e recebeu avaliações geralmente positivas dos críticos.

## Enredo

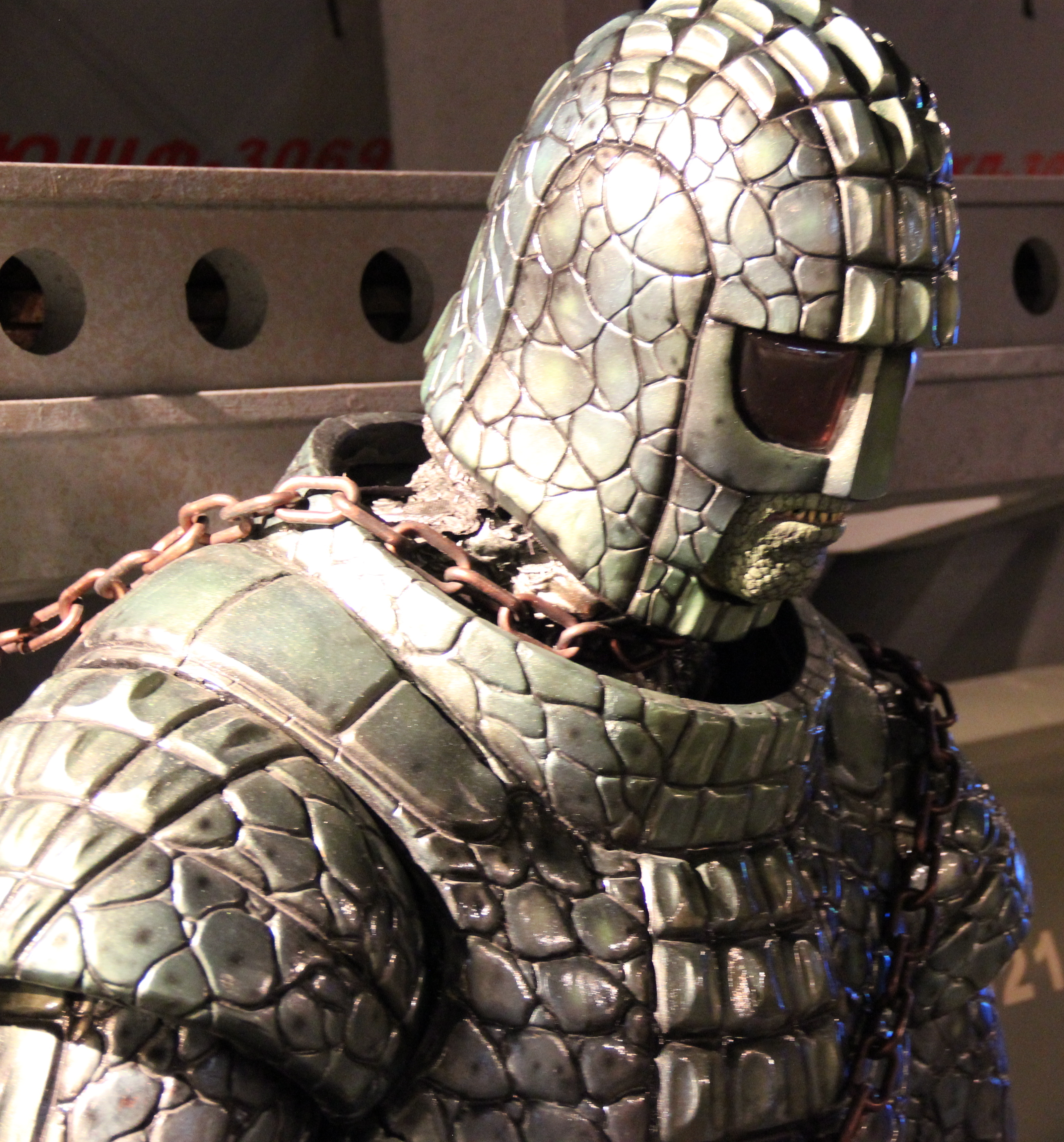
Modelo de Skaldak em exposição na Doctor Who Experience

Um submarino soviético está navegando perto do Polo Norte em 1983 durante a Guerra Fria. Em seu porão de carga, um marinheiro começa a descongelar prematuramente um bloco de gelo que o Professor Grisenko acredita conter um mamute congelado e é atacado por um Guerreiro de Gelo.
O submarino começa a afundar enquanto o Guerreiro corre descontroladamente. A TARDIS se materializa dentro do lugar e o Doutor e Clara saem para investigar. O Doutor convence o Capitão Zhukov a manobrar o submarino de lado, pousando-o com segurança e evitando que ele imploda. Durante isso, a TARDIS se desmaterializa sozinha. O Doutor encoraja a tripulação a ser pacífica com o Guerreiro de Gelo fugitivo, o Grande Marechal Skaldak, mas o oficial executivo Stepashin nocauteia a criatura. Sabendo que ela desejará vingança por ter sido atacada, o Doutor e a tripulação acorrentam-na.
Clara se voluntaria para falar com Skaldak para tentar acalmá-lo, retransmitindo as palavras do Doutor para ele, embora saiba que o Doutor está ouvindo a conversa. Ele então informa Skaldak que ficou preso no gelo por cinco mil anos, que lamenta a perda de sua filha e seu povo; no entanto, o Doutor tenta confortá-lo com o conhecimento de que os Guerreiros de Gelo ainda vivem, só que não na Terra ou em Marte. Skaldak não acredita no Doutor e para de transmitir seu pedido de socorro para os outros Guerreiros de Gelo. O Doutor supõe que, pensando ser o último de sua espécie, Skaldak não tem mais nada a perder. Ele agarra e mata três membros da tripulação, incluindo Stepashin.
Tendo aprendido sobre a Guerra Fria em andamento e a doutrina de destruição mútua assegurada de Stepashin, Skaldak planeja usar os mísseis nucleares do submarino para provocar uma guerra termonuclear global e destruir a humanidade como vingança pelos humanos que o atacaram - sob o código marciano, a humanidade como um todo declarou guerra aos Guerreiros de Gelo ao atacá-lo. Ao chegar à ponte, ele consegue se conectar aos sistemas de orientação de mísseis do submarino e ativa-os. O Doutor e Clara tentam persuadir Skaldak a mostrar misericórdia quando o submarino é abalado por um raio trator vindo de cima: os Guerreiros de Gelo ouviram o pedido de socorro de Skaldak e o puxam para a superfície. Skaldak é teletransportado a bordo da nave espacial se seus semelhantes e desativa os mísseis remotamente. O Doutor descobre que a TARDIS foi realocada para o Polo Sul e pede que o Capitão Zhukov o leve até lá.

## Produção

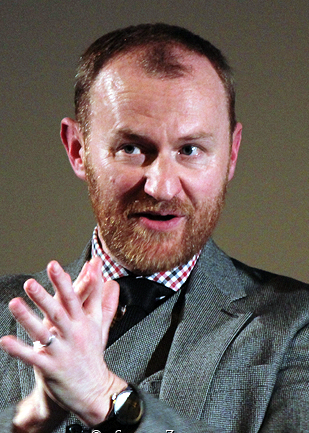
O escritor Mark Gatiss já vinha pedindo o retorno dos Guerreiros de Gelo há algum tempo e teve novas ideias que finalmente serviram para aprovar o episódio.

Os Guerreiros de Gelo eram um vilão bem conhecido da clássica de Doctor Who. Eles apareceram nas histórias do Segundo Doutor (Patrick Troughton) The Ice Warriors (1967) e The Seeds of Death (1969) e retornaram nas histórias do Terceiro Doutor (Jon Pertwee) The Curse of Peladon (1972) e The Monster of Peladon (1974). O showrunner Steven Moffat relutou em trazê-los de volta, preocupado que eles fossem vistos como "o padrão do que as pessoas identificaram como monstros inúteis de Doctor Who – coisas que se moviam muito, muito lentamente e falavam de uma maneira estranha". O roteirista Mark Gatiss, no entanto, era fã das histórias dos Guerreiros de Gelo e vinha lutando para trazê-los de volta há algum tempo. Em uma conversa telefônica com Moffat que originalmente deveria ser sobre Sherlock, Gatiss ofereceu novas e "ideias muito inteligentes" sobre o que fazer com os Guerreiros de Gelo e Moffat concordou. O que o convenceu foi o cenário do submarino e ver como os monstros pareciam por baixo de seus trajes. Gatiss achava que eles tinham muitas lacunas em sua linha do tempo e que não apareciam há muito tempo, o que permitia muito espaço livre para explorá-los.
O submarino foi ideia de Gatiss; ele achava que Doctor Who pedia para ser ambientado nesse local. A produtora executiva Caroline Skinner descreveu a história como "Deixar um enorme Guerreiro de Gelo solto no coração de um clássico filme de submarino no estilo Caçada ao Outubro Vermelho". Gatiss escolheu o período porque era "meio obcecado" pela Guerra Fria e acreditava que houve várias vezes na década de 1980 em que o perigo estava próximo. Ele também descreveu "Cold War" como uma "carta de amor" às histórias de "base sob cerco" que eram comuns na época de Troughton; o episódio ainda contém uma referência ao serial The Krotons protagonizado pelo ator, que fora a última vez que o HADS da TARDIS foi mencionado.
A leitura do roteiro de "Cold War" ocorreu em 6 de junho de 2012, com as filmagens começando em 13 de junho. Para o cenário do submarino, o elenco seria borrifado com água entre cada tomada. As cenas em que os personagens são mergulhados em água foram obtidas despejando constantemente "galões e galões de água" no elenco. A atriz Jenna-Louise Coleman achou a experiência divertida, enquanto o ator Matt Smith disse que isso tornou a atuação mais fácil. Coleman disse: "Todo o processo de maquiagem foi revertido, pois eles nos molhavam de manhã e esfregavam meu rímel!" Para as cenas do submarino no oceano, um modelo foi usado. Ele foi suspenso de cabeça para baixo por cabos presos com "penas em tiras" soprados nele para dar o efeito de estar sob o mar. Foi a primeira história na era de Matt Smith a usar modelos, com Mike Tucker e sua equipe sendo especificamente solicitados a voltar para fazê-lo.
Ao contrário de alguns outros monstros que retornaram à série, os Guerreiros de Gelo não foram muito modificados. Gatiss insistiu em manter a forma básica do original  e Moffat explicou que a aparência clássica não era conhecida o suficiente para dar uma nova cara a ela, então o casco de Skaldak é apenas uma "superversão do original". Sobre o design original, Neill Gorton do estúdio de efeitos especiais Millennium FX disse: "Meu problema com os antigos é que eles tinham mãos de Lego e braços estranhos e finos, mas um corpo volumoso e esses quadris estranhos de alforje, quase femininos. Eles tinham pelos saindo por todo lugar. Então, tudo isso junto não sugeria 'guerreiros de gelo'. Eles deveriam ser muito mais robustos e fortes. Demos a ele um físico mais fisiculturista, mudamos as mãos e estilizamos o corpo para fazê-lo parecer mais com uma armadura, embora seja reptiliano." O traje era feito de borracha de uretano flexível em vez de fibra de vidro como o original, pois danificaria menos facilmente e seria mais confortável de usar. A roupa foi feita especialmente para caber em Spencer Wilding. Embora apenas parte da aparência real de Skaldak tenha sido mostrada, Gorton afirmou que eles criaram um corpo animatrônico completo.

## Transmissão e recepção
"Cold War" foi transmitido pela primeira vez no Reino Unido na BBC One em 13 de abril de 2013. Os números preliminares de audiência durante a noite mostraram que foi assistido por 5,73 milhões de espectadores ao vivo, uma participação do público de 28,8%. A audiência final consolidada subiu para 7,37 milhões de espectadores, o quinto programa mais assistido da semana na BBC One. Além disso, teve 1,65 milhão de solicitações no BBC iPlayer durante abril, o quarto programa mais assistido no serviço no mês. Rrecebeu um Índice de Apreciação do público de 84.

### Recepção critica
O episódio recebeu críticas geralmente positivas. Dan Martin do The Guardian escreveu que "Cold War" foi "facilmente o melhor desta nova temporada até agora, e a melhor contribuição de Mark Gatiss até agora." Ele elogiou a reinvenção dos Guerreiros de Gelo e disse que os elementos se juntaram para formar um episódio que foi "tenso, angustiante, claustrofóbico, mas também cheio de emoção." Geoff Berkshire do Zap2it disse que "Cold War" foi melhor do que os episódios anteriores de Gatiss "The Idiot's Lantern" e "Victory of the Daleks". Ele elogiou o elenco convidado, mas desejou que "seus personagens tivessem um pouco mais de conteúdo." A crítica do The Independent Neela Debnath descreveu a história como "elegante e inteligente" com "estética e tom cinematográficos."
Patrick Mulkern, da Radio Times, encontrou uma inconsistência com a matriz de tradução da TARDIS, mas no geral foi positivo em relação à atuação, aos aspectos visuais e à história. O crítico do Daily Telegraph, Gavin Fuller, deu ao episódio quatro de cinco estrelas, descrevendo-o como "finamente trabalhado" e "emocionante". Ele elogiou o cenário e o diálogo, mas achou que os personagens soviéticos estavam "perigosamente perto de serem caricaturas". Morgan Jeffery, do Digital Spy, concedeu ao episódio cinco de cinco estrelas, dizendo que era "fresco e emocionante", mas também tinha um "tom maravilhosamente old-school". Ele escreveu que tinha "um dos melhores elencos convidados a agraciar Doctor Who desde que o programa retornou em 2005" e também elogiou a reintrodução dos Guerreiros de Gelo e os valores de produção. Alasdair Wilkins do The A.V. Club deu a "Cold War" uma nota "A", destacando a atmosfera tensa, a "nova direção ousada" tomada com os Guerreiros de Gelo, as atuações dos convidados e a importância de Clara.
Russell Lewin da SFX Magazine deu a "Cold War" quatro de cinco estrelas, elogiando o cenário e a direção, bem como o Guerreiro de Gelo. Por outro lado, observou que, como uma história de base sob cerco, não brincou com a forma narrativa ou "foi a qualquer lugar que não poderíamos ter previsto", com exceção do Guerreiro de Gelo saindo de seu traje. Mark Snow da IGN classificou-o com uma nota 8,3 de 10, elogiando a reintrodução das criaturas e chamou Skaldak de "o vilão mais memorável do programa em algum tempo, graças à sua abordagem severa e ocasionalmente psicopática para a resolução de problemas e um ambiente que ajudou a tornar a aparência da criatura volumosa e imponente em vez de ridiculamente cafona". No entanto, achou que alguns dos efeitos de Skaldak eram "risivelmente emborrachados" e que suas motivações eram "psicoticamente aleatórias". O crítico do Tor.com, Emmet Asher-Perrin, foi mais crítico, apontando que pouco aconteceu. Ela chamou o ritmo de "pouco consistente" e achou Skaldak um adversário desinteressante.
Na edição 460 da Doctor Who Magazine, Graham Kibble-White fez uma crítica mista. Ele elogiou o fato de que "a ação começa cedo - muito cedo - e então não para", e disse que o redesenho do Guerreiro de Gelo foi "a melhor reinvenção até agora de um antigo inimigo de Doctor Who", embora tenha admitido que achou "uma pena perder os tufos de cabelo ao redor das articulações", dizendo que eles devam as criaturas "uma sensação orgânica agradável". Ele reclamou da referência ao código de honra dos vilões, alegando que sempre foi "condenavelmente sem graça". Além disso, não gostou da revelação da verdadeira forma de Skaldak, alegando que parecia "uma tartaruga CGI pouco memorável" e dizendo que a BBC parece ter esquecido que "os monstros são diminuídos quando são trazidos à luz", além de se preocupar que isso possa ter "quebrado um tabu para o show".